# Oberwil-Lieli
Oberwil-Lieli (toponimo tedesco; fino al 1984 Oberwil) è un comune svizzero di 2 361 abitanti del Canton Argovia, nel distretto di Bremgarten.

## Storia
Nel 1908 ha inglobato il comune soppresso di Lieli.

### Simboli
L'albero dello stemma, che esiste in questa forma dal 1953, si riferisce alla catena dell'Holzbirrliberg, il cui nome deriva da Holzbirne ("pero"). Nel 1915 lo storico Walther Merz (1868-1938) suggerì senza successo di utilizzare lo stemma della famiglia von Wile di Oberwil (di rosso, alla sbarra d'argento).

## Monumenti e luoghi d'interesse

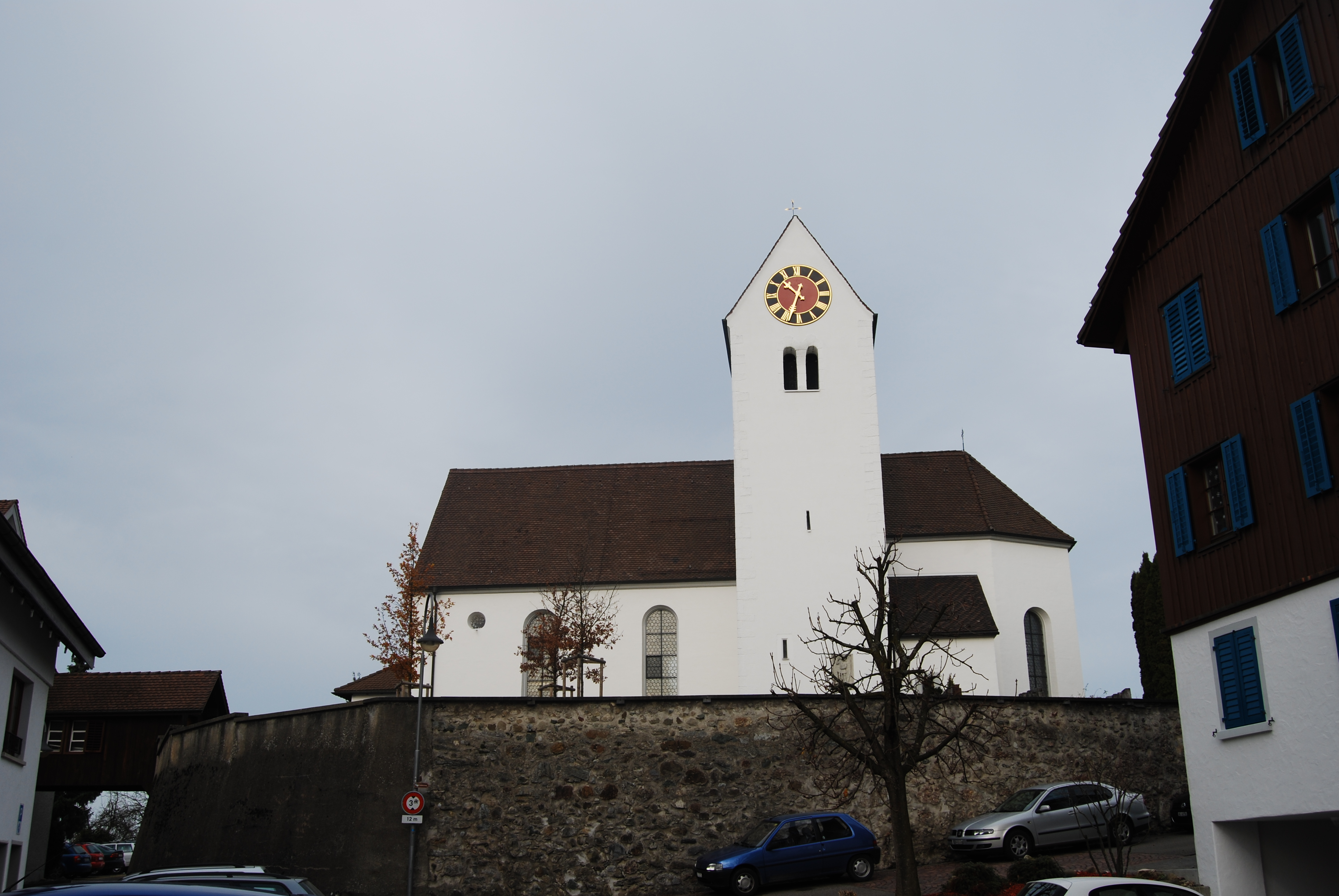
La chiesa cattolica di San Michele

- Chiesa cattolica di San Michele, eretta nell'XI secolo e ricostruita nel 1672-1673[1].

## Società

### Evoluzione demografica
L'evoluzione demografica è riportata nella seguente tabella (dal 1910 con Lieli):
Abitanti censiti

## Amministrazione
Ogni famiglia originaria del luogo fa parte del cosiddetto comune patriziale e ha la responsabilità della manutenzione di ogni bene ricadente all'interno dei confini del comune.